# Ingrid Bernadotte

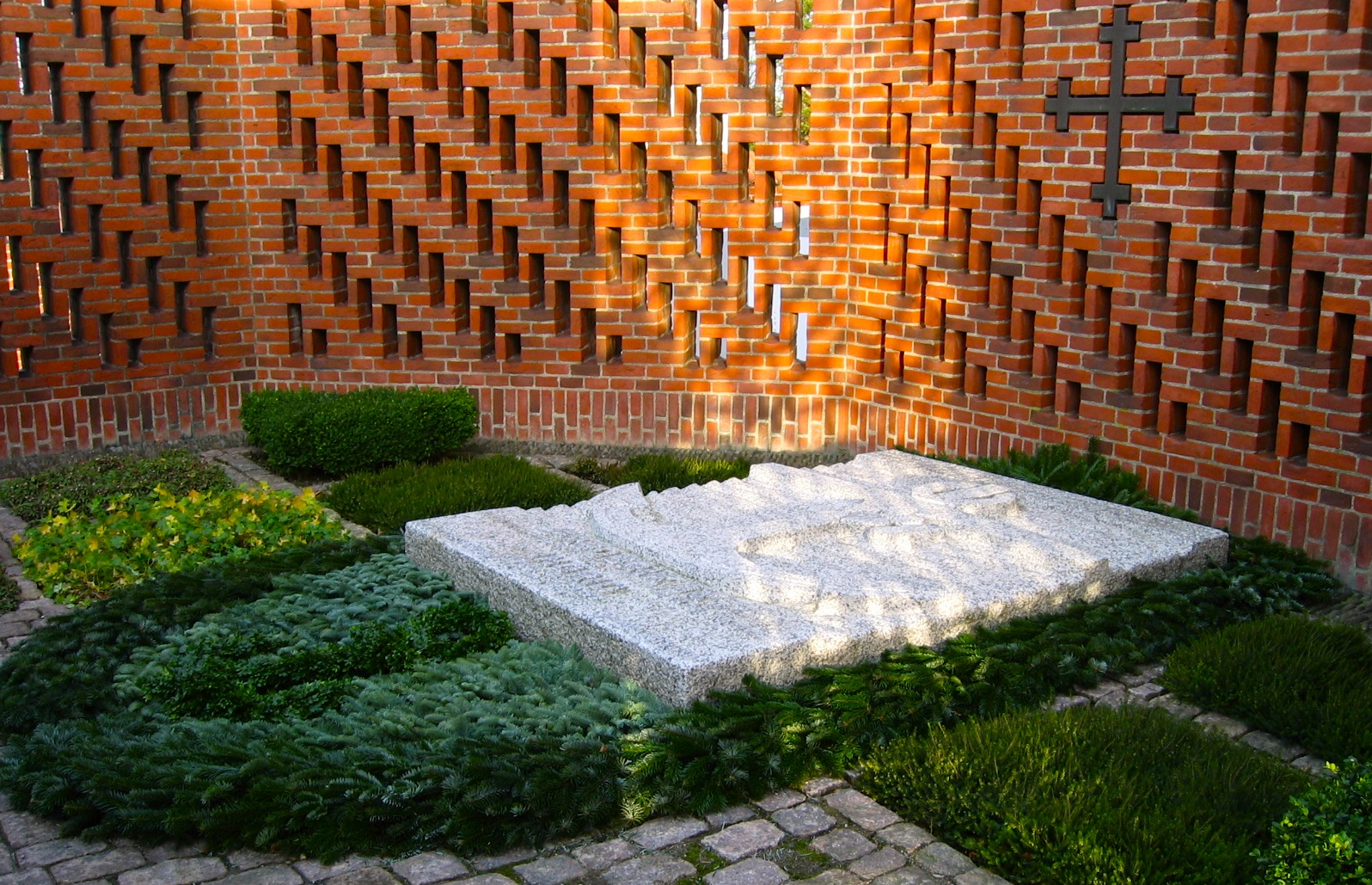
Grób króla Fryderyka IX i królowej Ingrid
w mauzoleum przed katedrą w Roskilde

Ingryda Bernadotte (szw. Ingrid Victoria Sofia Louise Margareta; ur. 28 marca 1910 w Sztokholmie, zm. 7 listopada 2000 we Fredensborgu) – królowa Danii w latach 1947–1972 jako żona króla Danii, Fryderyka IX. Była jedyną córką króla Szwecji, Gustawa VI Adolfa, oraz jego pierwszej żony, Małgorzaty z Connaught. Ze strony matki była prawnuczką królowej brytyjskiej, Wiktorii Hanowerskiej.
Od 1935 roku była żoną Fryderyka IX. Miała z nim trzy córki – Małgorzatę II (ur. 1940), Benedyktę (ur. 1944) i Annę Marię (ur. 1946).

## Życiorys
Była jedyną córką szwedzkiego następcy tronu i późniejszego króla Szwecji Gustawa VI Adolfa, i księżniczki angielskiej Małgorzaty. Otrzymała staranne wykształcenie. Mówiła kilkoma językami. Interesowała się sztuką i kulturą oraz historią. 24 maja 1935 w katedrze sztokholmskiej poślubiła księcia duńskiego Fryderyka, wraz z którym 20 kwietnia 1947 wstąpiła na tron duński. Po narodzinach najstarszej córki, ks. Małgorzaty, krótko po okupacji Danii przez Niemców w 1940 rodzina następcy tronu stała się dla Duńczyków ważnym symbolem niepodległości. Ingrid i Fryderyk, jako pierwsi w rodzinie królewskiej, starali się bardziej zbliżyć do narodu poprzez likwidowanie sztucznych barier oddzielających ich od poddanych, np. często udawali się na piesze spacery po Kopenhadze z nowo narodzoną ks. Małgorzatą w wózeczku lub też jeździli po mieście na rowerach zamiast w królewskiej limuzynie. Ten proces Ingrid kontynuowała również po wstąpieniu na tron Danii. Królewskie córki otrzymały wychowanie podobne do tego jakie otrzymywały w tamtych czasach inne duńskie dzieci. Również duńska TV uzyskała możliwość wglądu w życie rodziny królewskiej poprzez przygotowywanie krótkich reportaży, które potem oglądały tysiące Duńczyków.
Królowa Ingrid przez całe swoje życie bardzo aktywnie uczestniczyła w pracach na rzecz różnych organizacji dobroczynnych, kulturalnych i społecznych.
Oprócz królowej Danii Małgorzaty II (ur. 1940), która odziedziczyła tron po ojcu, z małżeństwa Fryderyka IX i Ingrid urodziły się jeszcze dwie córki: Benedykta (ur. 1944) i Anna Maria (ur. 1946), królowa Greków.
Starszy brat Ingrid Bernadotte, książę szwedzki Gustaw Adolf Bernadotte, był ojcem króla Szwecji Karola XVI Gustawa.
Po śmierci męża 14 stycznia 1972 w znacznej mierze wycofała się z życia publicznego, pozostała jednak nadal bardzo popularna zarówno wśród członków rodziny królewskiej, jak i pośród samych Duńczyków. Królowa Ingrid została pochowana u boku męża w mauzoleum Fryderyka IX przed katedrą w Roskilde.

## Życie prywatne
24 maja 1935 roku wyszła za mąż za następcę duńskiego tronu, późniejszego króla Danii – Fryderyka IX. Miała z nim trzy córki:
- Małgorzata II (ur. 16 kwietnia 1940) – królowa Danii od 1972 roku. W 1967 roku poślubiła francuskiego dyplomatę, Henryka de Laborde de Monpezata (1934-2018). Ma z nim dwóch synów – Fryderyka (ur. 1968) i Joachima (ur. 1969).
- Benedykta (ur. 29 kwietnia 1944) – księżna Sayn-Wittgenstein-Berleburga. W 1968 roku wyszła za mąż za Ryszarda Sayn-Wittgenstein-Berleburga. Miała z nim troje dzieci – Gustawa (ur. 1969), Aleksandrę (ur. 1970) i Natalię (ur. 1975).
- Anna Maria (ur. 30 sierpnia 1946) – królowa Greków w latach 1964–1973. W 1964 roku wyszła za mąż za Konstantyna II. Ma z nim pięcioro dzieci – Aleksę (ur. 1965), Pawła (ur. 1967), Mikołaja (ur. 1969), Teodorę (ur. 1983) i Filipa (ur. 1986).

## Odznaczenia
- Order Królewski Serafinów (1960, Szwecja)
- Order Rodziny Królewskiej Gustawa V (Szwecja)
- Order Rodziny Królewskiej Gustawa VI (Szwecja)
- Order Słonia (1947, Dania)
- Wielki Komandor Orderu Danebroga (Dania)
- Order Rodziny Królewskiej Chrystiana X (Dania)
- Order Rodziny Królewskiej Fryderyka IX (Dania)
- Medal Srebrnego Jubileuszu Małgorzaty II (1997, Dania)
- Medal Pamiątkowy Srebrnych Godów Królowej Małgorzaty II i Księcia Henryka (1992, Dania)
- Order Gwiaździstego Krzyża (Austro-Węgry)
- Wielka Gwiazda Odznaki Honorowej za Zasługi dla Republiki (1962, Austria)
- Wielka Wstęga Orderu Leopolda (Belgia)
- Order Królowej Saby (domowy, Etiopia)
- Krzyż Wielki Orderu Białej Róży (Finlandia)
- Krzyż Wielki Orderu Legii Honorowej (Francja)
- Krzyż Wielki Orderu Świętej Olgi i Świętej Zofii (domowy, 1964, Grecja)
- Krzyż Wielki Orderu Sokoła (Islandia)
- Order Plejad I klasy (1959, Iran)
- Medal 2500-lecia Imperium Perskiego (1971, Iran)
- Krzyż Wielki Orderu Zasługi Republiki (1964, Włochy)
- Krzyż Wielki Orderu Zasługi Adolfa de Nassau (Luksemburg)
- Krzyż Wielki Orderu Lwa Niderlandzkiego (Holandia)
- Krzyż Wielki Orderu Świętego Olafa (Norwegia)
- Krzyż Wielki Orderu Izabeli Katolickiej (1980, Hiszpania)
- Order Domowy Chakri (Tajlandia)

## Genealogia
| Prapradziadkowie                              | Oskar I (1799-1859) ∞1823 Józefina de Beauharnais (1807-1876)        | Wilhelm I Nassau (1792-1839) ∞1829 Paulina Wirtemberska (1810-1856)  | Leopold Badeński (1790-1852) ∞1819 Zofia Wilhelmina von Holstein-Gottorp (1801-1865) | Wilhelm I Hohenzollern (1797-1888) ∞1829 Augusta z Saksonii-Weimaru-Eisenach (1811-1890) | Edward August Hanowerski (1767-1820) ∞1818 Wiktoria z Saksonii-Coburga-Saalfeld (1786-1861) | Ernest I z Saksonii-Coburga-Gothy (1784-1844) ∞1817 Ludwika z Saksonii-Gothy-Altenburga (1800-1831) | Karol Pruski (1801-1883) ∞1827 Maria z Saksonii-Weimaru-Eisenach (1808-1877) | Leopold IV Anhalcki (1794-1871) ∞1818 Fryderyka Wilhelmina Pruska (1796-1850) |
| Pradziadkowie                                 | Oskar II (1829-1907) ∞1857 Zofia Wilhelmina Nassau (1836-1913)       | Oskar II (1829-1907) ∞1857 Zofia Wilhelmina Nassau (1836-1913)       | Fryderyk I Badeński (1826-1907) ∞1856 Ludwika Maria Hohenzollern (1838-1923)         | Fryderyk I Badeński (1826-1907) ∞1856 Ludwika Maria Hohenzollern (1838-1923)             | Albert von Sachsen-Coburg-Gotha (1819-1861) ∞1840 Wiktoria Hanowerska (1819-1901)           | Albert von Sachsen-Coburg-Gotha (1819-1861) ∞1840 Wiktoria Hanowerska (1819-1901)                   | Fryderyk Karol Pruski (1828–1885) ∞1854 Maria Anna Anhalt-Dessau (1837-1906) | Fryderyk Karol Pruski (1828–1885) ∞1854 Maria Anna Anhalt-Dessau (1837-1906)  |
| Dziadkowie                                    | Gustaw V (1858-1950) ∞1881 Wiktoria Badeńska (1862-1930)             | Gustaw V (1858-1950) ∞1881 Wiktoria Badeńska (1862-1930)             | Gustaw V (1858-1950) ∞1881 Wiktoria Badeńska (1862-1930)                             | Gustaw V (1858-1950) ∞1881 Wiktoria Badeńska (1862-1930)                                 | Artur Koburg (1850-1942) ∞1879 Luiza Małgorzata Hohenzollern (1860-1917)                    | Artur Koburg (1850-1942) ∞1879 Luiza Małgorzata Hohenzollern (1860-1917)                            | Artur Koburg (1850-1942) ∞1879 Luiza Małgorzata Hohenzollern (1860-1917)     | Artur Koburg (1850-1942) ∞1879 Luiza Małgorzata Hohenzollern (1860-1917)      |
| Rodzice                                       | Gustaw VI Adolf (1882-1973) ∞1905 Małgorzata z Connaught (1882-1920) | Gustaw VI Adolf (1882-1973) ∞1905 Małgorzata z Connaught (1882-1920) | Gustaw VI Adolf (1882-1973) ∞1905 Małgorzata z Connaught (1882-1920)                 | Gustaw VI Adolf (1882-1973) ∞1905 Małgorzata z Connaught (1882-1920)                     | Gustaw VI Adolf (1882-1973) ∞1905 Małgorzata z Connaught (1882-1920)                        | Gustaw VI Adolf (1882-1973) ∞1905 Małgorzata z Connaught (1882-1920)                                | Gustaw VI Adolf (1882-1973) ∞1905 Małgorzata z Connaught (1882-1920)         | Gustaw VI Adolf (1882-1973) ∞1905 Małgorzata z Connaught (1882-1920)          |
| Ingryda Bernadotte (1910-2000), królowa Danii |                                                                      |                                                                      |                                                                                      |                                                                                          |                                                                                             | |                                                                              |                                                                               |